# Death Stranding (Original Score)
Death Stranding (Original Score) è una colonna sonora del videogioco Death Stranding, pubblicata l'8 novembre 2019 dalla Sony Interactive Entertainment.

## Descrizione
Composta quasi interamente da Ludivig Forssell, collaboratore di Kojima Productions dal 2011 qui al suo ultimo lavoro per lo studio, si tratta della colonna sonora originale del gioco.

## Tracce
Composizioni di Ludvig Forssell, eccetto dove indicato
1. Once, There Was an Explosion – 3:07
2. Alone We Have No Future – 3:45
3. Bridges – 3:28
4. Soulless Meat Puppet – 1:37
5. Beached Things – 3:26
6. Chiral Carcass Culling – 2:23
7. The Face of Our New Hope – 3:25
8. John – 2:50
9. An Endless Beach – 5:14
10. Heartman – 2:07
11. The Severed Bond – 4:04
12. Claws of the Dead – 5:14
13. Fragile – 3:34
14. Stick vs Rope – 4:02
15. A Final Waltz – 5:25
16. Strands – 8:41
17. Lou – 3:08
18. BB's Theme (feat. Jenny Plant) – 5:16
19. Flowe of Fingers – 5:56
20. Cargo High – 2:52 (Joel Corelitz)
21. Demens – 3:22 (Joel Corelitz)
22. Decentralized by Nature – 2:06
23. Mules – 2:05
24. Porter Syndrome – 1:21
25. Chiralium – 4:09
26. Spatial Awareness – 3:30
27. Steeping Stones – 3:15
28. Frozen Space – 3:47
29. The Timefall – 2:50

## Formazione
Musicisti
- Nashville Symphony – orchestra
- coro dell'Orchestra Filarmonica della città di Praga – coro
- Jenny Plant – voce (traccia 18)
- Edward Trybeck – orchestrazione
- Henri Wilkinson – orchestrazione
- Jonathan Beard – orchestrazione

Produzione
- Hideo Kojima – produzione
- Ludvig Forsell – produzione
- Peter Scaturro – produzione
- Keith Leary – produzione
- Joel Cofrelitz – design del suono
- Chuck Doud – produzione esecutiva
- Justin Lieberman – missaggio
- Anthony Caruso – missaggio
- Marc Senasac – missaggio
- Joel Yarger – missaggio
- Scott Bergstrom – missaggio
- Kellogg Boynton – missaggio
- Eddie Jackson – missaggio
- Vitek Kral – registrazione coro
- Michard Hradisky – assistenza alla registrazione del coro
- Nick Spezia – registrazione orchestra
- Jasper Lemaster – ingegneria Pro Tools
- John Barrett – registrazione parti vocali (traccia 18)
- Alex Ruger – montaggio digitale
- Patricia Sullivan – mastering

## Death Stranding (Original Score Volume 2)
Death Stranding (Original Score Volume 2) è una colonna sonora del videogioco Death Stranding, pubblicata il 1º ottobre 2021 dalla Sony Interactive Entertainment.

### Descrizione
Questa colonna sonora, resa disponibile in esclusiva per il mercato digitale, è stata pubblicata per celebrare l'uscita dell'edizione Director's Cut del gioco.

### Tracce
Composizioni di Ludvig Forssell.
1. Highways – 3:37
2. Car Go Fast – 5:15
3. Truckin' – 2:26
4. Over the Threshold – 5:13
5. UCA Pacific Highway 46 – 4:03
6. Pizza Time – 7:07
7. The Big Sneak – 4:51
8. Dredge – 4:26
9. Scourge – 3:28
10. Gazer – 3:06
11. Catcher – 2:32
12. Whale – 4:32
13. Tryouts – 4:10
14. Factory – 2:41
15. Vane – 3:17
16. Haven – 3:53
17. Touch – 6:54
18. Stars – 5:39
19. Calling – 2:49
20. Strata – 2:33
21. Bending to the Wind – 3:33
22. The Strands of Tome – 2:40
23. Craters – 5:23
24. Shelter – 3:29
25. A Cryptobiote a Day... – 2:12
26. Corpse Disposal – 2:21
27. Voidout – 8:26
28. Beach – 2:13
29. The Seam – 2:05
30. Symbol – 2:40
31. Particle of God – 4:15
32. Left Behind – 2:49
33. Mama – 4:01
34. Dead Man – 3:05
35. The Extinction Entity – 5:33
36. Scar – 3:46
37. WWII – 4:12
38. Trenches – 6:42
39. Vietnam – 5:04
40. Sewers – 7:58
41. Tarbelt – 2:59
42. Treckin' – 2:49
43. Unfortunate Coincidents – 4:34
44. Tar People – 4:19
45. Fanatics – 6:31
46. Nuke – 5:07
47. Stutter – 3:52
48. Blackout – 3:59
49. Trickster – 2:45
50. Sacrifice – 3:18
51. The Drop – 1:01
52. Trailer – 2:20
53. BB's Theme (Instrumental) – 5:14